# 四行仓库日军照事件
四行仓库日军照事件发生2017年8月间，四名中国青年身穿二战日军军服于8月3日晚在上海抗战遗址四行仓库前合影留念，照片在QQ空间公布后，引发中国民众舆论反对。上海市公安局于23日在新浪微博公布涉事五名青年的处理结果。

## 四行仓库
位于上海市静安区的四行仓库由大陆银行仓库、北四行仓库两座建筑组成。1937年淞沪会战中，國民革命軍接连受挫，而谢晋元率领国军在四行仓库进行的四行仓库保卫战有利地振奋了中国人士气。此处建筑在1985年以“四行仓库抗日纪念地”之名列为上海市文物保护单位，是上海重要的抗战遗址。

## 事件经过
李某、高某、项某、胡某、刘某等人于8月1日前往上海拍照聚会。8月3日晚，其中四人身穿二战日军军服在四行仓库抗战纪念广场（弹孔墙）拍摄照片。数日后，李某在QQ空间发表照片并配发文字。参与拍摄的“利冯兹·维森”（是否是李某不详）称拍摄照片为“夜袭四行”，照片内容描绘为“战争末期曾经参与过上海事变的将校故地重游。”第二次上海事变是日本方面对淞沪会战的称谓，同时自认为“汉奸”。
8月7日，有网友在新浪微博披露此事，转发两张截图，一张为四人合影照片，另一张是“利冯兹·维森”的网文图片。次日上午，网友表示新浪微博已将披露此事的微博删除。
8月8日，四行仓库抗战纪念馆相关负责人马先生接受采访时，表示“作为一个国家级的抗战历史纪念馆，我们对于这一行为表示严厉的谴责和愤慨！”同日，上海市公安局指示静安分局处理此事。此后，李某五人投案。
8月23日，静安分局对五人中的李某、高某、项某处以行政拘留处罚，未成年的胡某、刘某予以教育训诫。同日，上海市公安局在新浪微博帐号——@警民直通车-上海对此进行了通报。